# Lamyra amurensis
Lamyra amurensis är en tvåvingeart som först beskrevs av Hermann 1914.  Lamyra amurensis ingår i släktet Lamyra och familjen rovflugor. Inga underarter finns listade i Catalogue of Life.